# Hiliasi
Hiliasi is een bestuurslaag in het regentschap Nias Selatan van de provincie Noord-Sumatra, Indonesië. Hiliasi telt 770 inwoners (volkstelling 2010).